# Kignan
Kignan is een gemeente (commune) in de regio Sikasso in Mali. De gemeente telt 26.000 inwoners (2009).
De gemeente bestaat uit de volgende plaatsen:
- Boukarila
- Diana-Tiénou
- Djifolobougou
- Katogo
- Kérémèkoro
- Kignan
- Kombala
- Kossournani
- Kouna
- Missala
- Morila-Fansébougou
- N'Gana
- Sonflabougou
- Tenina-Mima
- Tiébé